# Dudu Paraíba
Carlos Eduardo de Souza Tomé, meglio noto come Dudu Paraíba (Mari, 11 marzo 1985), è un ex calciatore brasiliano, di ruolo difensore.

## Carriera

### Club
A gennaio del 2007 va in prestito all'Avaí. Tre mesi dopo si trasferisce al Marek Dupnitsa, altri tre mesi dopo firma per il Litex Loveč dove vince la Coppa di Bulgaria. Gioca l'ultima partita con il club il 2 ottobre 2008 nel pareggio fuori casa per 1-1 contro l'Aston Villa in Coppa UEFA. A gennaio del 2009 si svincola.
Il 29 luglio 2009 viene acquistato dal Widzew Łódź. Debutta con i nuovi compagni il 14 agosto 2009 nella vittoria casalinga per 2-1 contro il ŁKS Łódź. Segna il primo gol nel Widzew il 25 ottobre 2009 nella vittoria casalinga per 7-0 ai danni dello Znicz Pruszków, dove mette a segno una doppietta.

## Palmarès

### Club

#### Competizioni nazionali
- Coppa di Bulgaria: 2

Liteks Loveč: 2007-2008, 2008-2009
- Coppa di Cipro: 1

Apollōn Limassol: 2016-2017
- Supercoppa di Cipro: 2

Apollōn Limassol: 2016, 2017